# Saint-Josse-ten-Noode

Saint-Josse-ten-Noode na Região de Bruxelas-Capital

Bandeira de Saint-Josse-ten-Noode.

Sint-Joost-ten-Node (neerlandês) ou Saint-Josse-ten-Noode (francês, geralmente encurtado para Saint-Josse) é uma das dezenove comunas localizadas na Região de Bruxelas-Capital da Bélgica.
Em 2007 a comuna possuia uma população de 23.785. A área total é 1,14 km² o que gera uma densidade populacional de 20.664 habitantes por km². Com somente 1,14 km², Saint-Josse-ten-Noode é a comuna com o menor território na Bélgica.

## Pronúncia
- em em neerlandês:  [sɪnt ˈjoːst tən ˈnoːdə]
- em francês:  [sɛ̃ ˈʒos ten ˈnɔd]

## População estrangeira
| Cidadania                      | 1979           | 1995          | 2007           |
| Bélgica                        | 12,222 (54.5%) | 9,231 (42.1%) | 14,656 (61.6%) |
| Turquia                        | 2,304 (10.3%)  | 3,904 (18.1%) | 1,527 (6.4%)   |
| Marrocos                       | 2,664 (11.9%)  | 3,761 (17.5%) | 1,482 (6.2%)   |
| França                         | ...            | ...           | 674 (2.8%)     |
| Itália                         | 1,661 (7.4%)   | 785 (3.6%)    | 458 (1.9%)     |
| República Democrática do Congo | 198 (0.9%)     | ...           | 453 (1.9%)     |
| Polónia                        | ...            | ...           | 432 (1.8%)     |
| Roménia                        | ...            | ...           | 387 (1.6%)     |
| Espanha                        | 840 (3.7%)     | 443 (2.1%)    | 317 (1.3%)     |
| Bulgária                       | ...            | ...           | 251 (1.1%)     |
| População Total                | 22,409         | 21,522        | 23,785         |

Fonte: Instituto Nacional de Estatísticas